# Reptilisocia tarica
Reptilisocia taricas is een vlinder in de onderfamilie Tortricinae van de familie bladrollers (Tortricidae). De wetenschappelijke naam is voor het eerst geldig gepubliceerd in 2012 door Józef Razowski.

## Type
- holotype: "male. 19.I.1986. leg. D.J.L. Agassis. genitalia slide no. 32681"
- instituut: BMNH, Londen, Engeland.
- typelocatie: "Papua New Guinea, S.H.P. near Tari, Ambus Ldg. 6700 ft"